# Cany-Barville
Cany-Barville là một xã trong vùng hành chính Normandie, thuộc tỉnh Seine-Maritime, quận Dieppe, tổng Cany-Barville. Tọa độ địa lý của xã là 49° 47' vĩ độ bắc, 00° 38' kinh độ đông. Cany-Barville nằm trên độ cao trung bình là 25 mét trên mực nước biển, có điểm thấp nhất là 10 mét và điểm cao nhất là 126 mét. Xã có diện tích 13,57 km², dân số vào thời điểm 1999 là 3364 người; mật độ dân số là 248 người/km².

## Thông tin nhân khẩu
| 1962 | 1968 | 1975 | 1982 | 1990 | 1999 | 2006 |
| ---- | ---- | ---- | ---- | ---- | ---- | ---- |
| 1629 | 1704 | 2209 | 3202 | 3349 | 3364 | 3425 |

## Các thành phố kết nghĩa
- Wörth am Rhein, Đức

## Địa điểm tham quan
- Lâu đài Cany